# Petru de Friuli
Petru (Petrus) a fost duce de Friuli, posibil între 751 și 774.
Tatăl lui Petru s-a numit Munichis, iar fratele său Ursus. Paul Diaconul relatează că Munichis a murit în aceeași bătălie ca și ducele Ferdulf de Friuli în 705 și că fiii săi Petru și Ursus au devenit ulterior duci de Friuli, respectiv de Benevento. Perioada de domnie a lui Petru nu este cunoscută, însă s-a lansat ipoteza că s-ar fi petrecut după cea a lui Aistulf sau a lui Anselm în 756 sau 751 și că ar fi durat până la asediul Paviei din 774.